# 谷衛憑
谷 衛憑（たに もりより）は、丹波国山家藩の第4代藩主。

## 生涯
第3代藩主・谷衛広の次男。ただし兄の一学（衛純）は妾腹であるため、嫡男となる。
元禄2年（1689年）、父・衛広の死により家督を継いだ。享保2年（1717年）に隠居し長男の衛衝に家督を譲る。宝暦4年（1754年）、81歳という長寿を保って死去した。

## 系譜
- 父：谷衛広（1644年 - 1690年）
- 母：不詳
- 正室：大田原典清（下野大田原藩主）の娘
- 生母不明の子女
  - 長男：谷衛衝（1700年 - 1763年）
  - 女子：美代 - 妹婿有馬則維養女。のち出羽国久保田新田藩主佐竹義堅正室